# 米克·鍾斯
米高·大衛·"米克"·鍾斯（Michael David "Mick" Jones，1945年4月24日—）是一名前英格蘭足球運動員，司職前鋒，於60到70年代效力黃金時期的列斯聯。他亦曾代表英格蘭3次上陣。

## 生平

### 錫菲聯
鍾斯在為迪寧頓礦工福利（Dinnington Miners Welfare）參賽本地聯賽時被發掘，於1962年加盟錫菲聯任學徒球員，於1963年4月20日首次代表一隊在奧脫福對曼聯，雙方踢成1-1和局完場。下一場比賽在四天後在緬恩路對另一支曼徹斯特球隊曼城，鍾斯梅開二度協助球隊以3-1獲勝而回。鍾斯於1965年5月12日首次代表英格蘭作客纽伦堡出戰西德，四天後取得第二頂國隊賽喼帽，在哥德堡對瑞典，兩仗均擔任正前鋒。
鍾斯為「大關刀」在聯賽上陣149場及射入63球，並兩次代表國家隊，於1967年9月20日以10萬英鎊轉投列斯聯，是球隊首名達到六位數字身價的球員。時任錫菲聯領隊的約翰·夏里士（John Harris）稱：「這是球隊歷來犯最大的一個錯誤！」，錫菲聯於是季季末聯賽排尾二而降級。

### 列斯聯
列斯聯領隊唐·李維將9號球衣交給鍾斯，往後7年鍾斯一直佔據列斯聯正前鋒的席位，並為球隊射入無數重要的入球。在鍾斯加盟的首季，列斯聯贏得英格蘭聯賽盃，但因鍾斯在季初曾代表錫菲聯在這項比賽上陣而無緣參賽；但鍾斯卻可在歐洲城市博覽會盃大顯身手，在整項比賽射入兩球，首球在第一圈首回合作客9-0狂數盧森堡斯保華（CA Spora）時射入「埋齋」的一球，而第二球直到決賽首回合主場對匈牙利的费伦茨瓦罗斯上半場41分鐘射入，列斯聯小勝1-0完場，由於次回合雙方0-0平手，鍾斯這個入球便為列斯聯以至英格蘭的球隊帶來首座歐洲城市博覽會盃冠軍。
翌年1968/69年球季列斯聯奪得歷來首次甲組聯賽冠軍，鍾斯在聯賽射入14球，並以17個總入球成為球隊的首席射手。但唐·李維覺得仍有不足，認為鍾斯在前線需要有拍擋支援，遂於1969年夏季再付出六位金額轉會費從莱斯特城收購阿倫·奇勒，成就球隊歷來一對最令敵對球隊聞風喪膽的前鋒組合。兩人風格略有不同，鍾斯較為魁梧，經常利用強壯的體格單打獨鬥取得入球，亦不畏懼在敵衛舉腳時伸頭頂球進網窩；而奇勒則倚重其個人慧黠及捕捉射球位置的感覺。
1969/70年球季在列斯聯追逐「三冠」的過程中，這雙拍檔是對賽球隊中路守將的惡夢，最終愛華頓在聯賽煞科日壓倒列斯聯取得桂冠；歐洲冠軍盃於準決賽又被些路迪淘汰出局；只餘英格蘭足總盃決賽對車路士，鍾斯力爭為球隊取回一項錦標。這場在溫布萊舉行的決賽到比賽末段剩餘10分鐘時雙方仍然1-1平手，列斯聯在右路邊陲發動進攻，尊尼·基路士傳中給阿倫·奇勒頭球攻門，皮球越過敵方門將彼得·邦納蒂（Peter Bonetti）但卻打中門柱彈出，彼得·羅利馬衝前未能接觸到皮球，但卻剛好彈到鍾斯面前，鍾斯左腳命射破網超前2-1；通常在一場盃賽決賽，一個比賽末段入球以可定勝負，但車路士卻在僅兩分鐘後藉著列斯聯後防犯錯扳成平手；重賽改在奧脫福上演，列斯聯在上半場先拔頭籌，多得阿倫·奇勒的美妙推進，然後傳交奔向球門的鍾斯，他亦不負所托，用右腳勁射破網；但被韌力十足的車路士下半場追平，更於加時多失一球將冠軍拱手讓給首次捧盃的對手；結果這季列斯聯四大皆空。1970年1月14日鍾斯最後一次代表英格蘭，在溫布萊友賽荷蘭。
1970/71年球季阿仙奴在聯賽最後一仗作客1-0擊敗死對頭熱刺，剛好以1分之微壓過列斯聯贏得冠軍，列斯聯連續兩季在煞科日飲恨，阿仙奴更在五日後的英格蘭足總盃決賽2-1擊敗利物浦而成為雙料冠軍。但列斯聯在歐洲城市博覽會盃決賽兩回合累計3-3，以作客入球優惠戲走祖雲達斯，第二次贏得錦標。
1971/72年球季鍾斯個人雖然遇上苦難，但運氣最終稍為移向列斯聯，在繼續挑戰聯賽錦標的同時，列斯聯再次晉級足總盃決賽，以下風球隊姿態對陣衛冕冠軍阿仙奴，憑著鍾斯下半場在邊線美妙的傳中球，由拍檔阿倫·奇勒迎頂破網，1-0獲勝贏取錦標。惟鍾斯在完場前意外被撞脫手肘骹，完場時正接受隊醫治理而未能與隊友一同慶祝，用稍後在諾曼·亨達（Norman Hunter）參扶下步上皇家廂座領取冠軍獎牌，返回球場草坪後再由擔架抬離場。兩日後鍾斯因傷缺席最後一場對狼隊的聯賽，列斯聯以1-2敗陣而將聯賽錦標拱手讓給打比郡。 
翌季1972/73年球季鍾斯再參與兩次決賽，惟兩次的輸家均是列斯聯。四年來第三度晉級足總盃決賽，對手僅為乙組球隊新特蘭，列斯聯爆冷以0-1敗陣，鍾斯在比賽中一次彼得·羅利馬的射球過早慶祝，皮球在越過白線前被對方門將占美·蒙哥馬利（Jimmy Montgomery）神奇擋出。而列斯聯亦以相同比數在歐洲盃賽冠軍盃負於AC米蘭。
1973/74年球季列斯聯破紀錄於開季保持29場不敗，鍾斯在聯賽射入14球及以17個總入球第三度成為球隊首席射手，而列斯聯亦順利在聯賽第二度稱霸。但這時他膝蓋的痛楚越來越嚴重，在夏季休季時接受手術及每天到聖詹姆斯大學醫院（St James's University Hospital）進行物理治療，於1975年初獲准恢復操練及參加比賽，鍾斯為預備隊作賽數場，但膝蓋痛楚仍然持續。當時祖·佐敦已穿上他的9號球衣並經常取得入球，雖然唐·李維離隊接掌英格蘭帥印，但列斯聯仍能晉級歐洲冠軍盃決賽，整季沒有上陣的鍾斯在0-2負於拜仁慕尼黑的決賽只能作壁上觀。由於未能克服膝蓋傷患，年僅30歲的鍾斯於1975/76年季初宣佈退役，在效力列斯聯期間合共上陣312場及射入111球。

### 退役後
鍾斯退役後返回老家沃克索普（Worksop）經營一家酒吧。鍾斯育有一子一女。

## 榮譽
- 英格蘭甲組聯賽冠軍：1968/69年、1973/74年；
- 英格蘭足總盃：1972年；
- 歐洲城市博覽會盃：1968年、1971年；

## 外部連結
- （英文） englandstats.com:Mick Jones （页面存档备份，存于）
- （英文） leeds-fans.org.uk:Mick Jones （页面存档备份，存于）